# تری راکس (کالیفرنیا)
تری راکس (به انگلیسی: Three Rocks) یک منطقهٔ مسکونی در ایالات متحده آمریکا است که در شهرستان فرسنو، کالیفرنیا واقع شده‌است. تری راکس ۱٫۹۴۱ کیلومتر مربع مساحت و ۲۴۶ نفر جمعیت دارد و ۱۲۹ متر بالاتر از سطح دریا واقع شده‌است.